# Società Ginnastica Pavese
La Società Ginnastica Pavese è una società polisportiva di importanza nazionale fondata a Pavia nel 1879. Attualmente milita nei campionati italiani di ginnastica artistica femminile e ginnastica ritmica ed è tra le prime 10 squadre a livello italiano nella pesistica. Le altre sezioni attive sono la ginnastica artistica maschile e gymnaestrada, oltre che a corsi di ginnastica di base.
Negli ultimi anni si è distinta, oltre che per i risultati agonistici, per aver curato l'organizzazione di eventi sportivi di livello internazionale, quali il campionato del mondo per studenti universitari di pesistica nel 2003, l'incontro internazionale di ginnastica artistica femminile Italia-Grecia-Australia nel 2005 e il campionato europeo giovanile di pesistica nel 2007.

## Storia
La Società Ginnastica Pavese fu fondata a Pavia nel 1879; le prime sezioni costituire furono ginnastica, ciclismo, sollevamento pesi, lotta, scherma, tiro a segno e pattinaggio. Il logo della società, realizzato in quel periodo, mostra un simbolo per ciascuna delle discipline originarie.
Il primo atleta ad essersi distinto a livello nazionale fu Enrico Astolfo Scuri, cinque volte campione italiano di sollevamento pesi tra il 1897 e il 1902 e terzo classificato ai Campionati del Mondo del 1899 tenutisi a Milano.
Negli stessi anni la Società si affaccia alla ribalta nazionale nell'organizzazione di eventi quali i primi Campionati Italiani di lotta greco-romana, nel 1901, e i Campionati Italiani di sollevamento pesi, nel 1902, entrambi sotto l'egida della Real Federazione di Ginnastica.
Le attività si interrompono durante la prima guerra mondiale e, dopo la ripresa, viene creata una nuova sezione agonistica: di palla al cesto, l'attuale pallacanestro. Nonostante la vita della neonata sezione duri solo due anni, la Ginnastica Pavese conclude onorevolmente il suo anno di esordio al terzo posto nel girone A del Campionato italiano maschile di pallacanestro 1922.
Nel 1924 per la prima volta un atleta della Ginnastica Pavese partecipa ai Giochi olimpici: il pesista Silvio Quadrelli viene infatti convocato dalla nazionale italiana per le Olimpiadi di Parigi. Nell'edizione successiva, tenutasi ad Amsterdam nel 1928, la squadra di Ginnastica Artistica Femminile di Pavia raggiunge, per la prima volta nella storia della società, il podio olimpico conquistando uno storico argento.
Dopo lo stop forzato delle attività causato dalla seconda guerra mondiale, viene eletto nel 1945 alla presidenza il Commendator Giovanni Grassani che resterà in carica fino al 2000. Sotto la sua guida la società organizza nel '48 i campionati italiani di 3' serie di lotta greco romana e due anni dopo gli italiani assoluti della stessa disciplina. Nel decennio successivo Pavia diventa sede di un importante e tradizionale evento anche nella pesistica: dal '56 al '58 si tiene annualmente la "Coppa Enrico Scuri" a cui partecipano i più importanti pesisti d'Italia.
Data l'importanza raggiunta, la Ginnastica Pavese riceve i primi riconoscimenti da parte delle autorità. Nel 1962, anno in cui organizza i campionati italiani individuali juniores di ginnastica; riceve dal Comune di Pavia il diploma di benemerenza e la medaglia d'oro e nel 1967 arriva il primo riconoscimento da parte di un organo nazionale, il CONI, che attribuisce alla società la Stella d'Oro al merito sportivo. Due anni dopo giunge un nuovo riconoscimento del Comune di Pavia che conferisce la Medaglia d'argento al merito sportivo. Nel 1969 si tengono a Pavia altri due importanti eventi di carattere nazionale: i campionati individuali di ginnastica e gli assoluti di lotta greco romana.
Nel 1972 per la prima volta la Ginnastica Pavese ospita un evento internazionale di ginnastica con i due confronti Italia-Ungheria di artistica femminile e Italia-Germania Est di artistica maschile.
Inizia così una lunga serie di eventi internazionali che prosegue in occasione del centenario della fondazione. Il 1979 vede infatti l'organizzazione di tre importanti competizioni: Italia-Russia di artistica femminile, Italia-Ungheria di artistica maschile e Italia-Ungheria di pesistica. L'attività internazionale prosegue nel decennio successivo con gli incontri internazionali Italia-Romania di artistica femminile nel 1981 e riproponendo la sfida Italia-Ungheria di artistica maschile nel 1983.
Una nuova onorificenza arriva nel 1982 da parte della Federazione Italiana Lotta Pesi Judo che conferisce alla Ginnastica Pavese la Medaglia d'Onore al merito sportivo. Negli anni seguenti la Pavese torna ad organizzare gli italiani assoluti di pesistica, che si tengono a Pavia nel 1989, e per la prima volta nella storia della società approda a Pavia anche l'"Arge Alp Cup", competizione tradizionale di pesistica che vede in gara squadre regionali di Austria, Svizzera, Germania e Italia.
Negli anni '90 viene chiusa la sezione agonistica della lotta, sostituita da quella del karate. Nello stesso decennio la Società organizza ben due eventi internazionali di Ginnastica Ritmica: Italia-Bielorussia nel '93 e Italia-Russia-Bielorussia nel '99.
Per le Olimpiadi di Sydney 2000, viene convocata per la prima volta un'atleta pavese; Valentina Riccardi, infatti, prende parte alla squadra di ginnastica ritmica classificatasi sesta.
Sempre nel 2000 termina la lunga presidenza di Giovanni Grassani, la guida della Società viene ereditata inizialmente da Andrea Onetti che, durante gli 8 anni di presidenza, consolida il nome della Società Ginnastica Pavese nell'organizzazione di eventi di rilievo internazionale. A partire dal 2008 la Ginnastica Pavese passa sotto la presidenza di Lorenzo Lanza.
Dopo il 2010 il nome dell'associazione si fa sempre più presente nel panorama nazionale e internazionale di pesistica con i nomi di Chiara Milanesi, Vittoria Carnevale Pellino e Lucrezia Magistris.
Il 2016 è l'anno di maggior successo per la Ginnastica Pavese. Il CONI conferisce il Collare d'oro al merito sportivo e l'associazione conquista il suo primo titolo mondiale della sua storia. Dopo le varie medaglie ai campionati internazionali Master di pesistica conquistate da Ruggiero Coco e Cesare Magistris, Emanuela Alberti porta a Pavia la prima medaglia d'oro mondiale.